# Ghiacciaio Lensen
Il ghiacciaio Lensen è un ghiacciaio lungo circa 17 km situato nella parte nord-occidentale della Dipendenza di Ross, nell'Antartide orientale. Il ghiacciaio Lensen, il cui punto più alto si trova a circa 2100 m s.l.m., si trova nell'entroterra della costa di Borchgrevink, nella parte occidentale dei monti della Vittoria, dove fluisce verso nord-est a partire dal versante orientale della dorsale Millen, scorrendo lungo il versante meridionale del monte Pearson, fino a unire il proprio flusso, a cui nel frattempo si è unito quello del ghiacciaio DeWald, a quello del ghiacciaio Pearl Harbor.

## Storia
Il ghiacciaio Lensen è stato così battezzato dai membri della spedizione di esplorazione antartica svolta nel 1962-63 dal club antartico neozelandese, in onore di G. J. Lensen, un geologo e glaciologo che prese parte alla spedizione neozelandese di ricognizione antartica svolta nel 1957-58 che effettuò indagini nell'area del ghiacciaio Tucker.